# Masnuy-Saint-Pierre
Masnuy-Saint-Pierre is een dorp in de Belgische provincie Henegouwen, en een deelgemeente van de Waalse gemeente Jurbeke. Tot 1 januari 1977 was het een zelfstandige gemeente.

## Bezienswaardigheden
- De Sint-Pieterskerk (Église Saint-Pierre) is een classicistisch kerkgebouw van 1768.
- De Begraafplaats van Masnuy-Saint-Pierre
- Het Château de la Brulotte, gelegen in een domein van 20 ha.
- Masnuy-Saint-Piefrre ligt aan de Chaussée Brunehaut

## Natuur en landschap
Masnuy-Saint-Pierre ligt aan de Ruisseau de Jurbise. De hoogte aan de kerk bedraagt 87 meter.

## Demografische ontwikkeling
- Bronnen:NIS, Opm:1831 tot en met 1970=volkstellingen, 1976= inwoneraantal op 31 december

## Nabijgelegen kernen
Masnuy-Saint-Jean, Masnuy-Bruyères, Casteau, Montignies-lez-Lens